# オランダの交通
オランダの交通機関

## 航空

### 空港
オランダには2007年現在、27箇所の空港が存在する。そのうち、舗装された滑走路を持つ空港が20箇所ある。また、10,000フィート（3,047m）以上の長さの滑走路を持つ空港は2箇所で、アムステルダム・スキポール空港とソーステルベルフ航空基地である。
旅客定期便を持つ空港は、利用客数の多い順にアムステルダム・スキポール空港（年間利用客数47,794,994人,2007年）、アイントホーフェン空港（150万人,2007年）、ロッテルダム空港（1,150,400人,2007年）、マーストリヒト・アーヘン空港（293,000人,2006年）、フローニンゲン・エールデ空港（163,000人,2006年）である。
| 空港名                         | 国                         | 年間旅客数   | 世界順位 |
| ------------------------------ | -------------------------- | ------------ | -------- |
| ヒースロー空港                 | イギリス（ロンドン）       | 68,066,028人 | 3位      |
| シャルル・ド・ゴール空港       | フランス（パリ）           | 59,922,177人 | 6位      |
| フランクフルト空港             | ドイツ（フランクフルト）   | 54,161,856人 | 8位      |
| バラハス空港                   | スペイン（マドリード）     | 52,122,702人 | 10位     |
| アムステルダム・スキポール空港 | オランダ（アムステルダム） | 47,794,994人 | 12位     |
| ガトウィック空港               | イギリス（ロンドン）       | 35,218,374人 | 25位     |
| ミュンヘン空港                 | ドイツ（ミュンヘン）       | 33,959,422人 | 28位     |

※世界第一位の空港はアメリカのアトランタ空港であり、旅客数は89,379,287人である。日本の空港では羽田空港が第4位の66,823,414人、成田空港が第24位の35,478,146人である。

### 航空会社
KLMオランダ航空2004年にフランスのエールフランスと経営統合し、エールフランス‐KLMの傘下に入った。他に、KLMオランダ航空の子会社で短距離輸送を主とするKLMシティホッパーがある。
他にオランダの航空会社としては、トランサヴィアやマーティンエアー、アークフライ（ドイツのTUI航空の子会社）が定期旅客便を持っている。
| 航空会社名                   | 国               | 年間旅客数 | 世界順位 |
| ---------------------------- | ---------------- | ---------- | -------- |
| ライアンエアー               | アイルランド     | 71,229千人 | 1位      |
| ルフトハンザ航空             | ドイツ           | 44.460千人 | 2位      |
| イージージェット             | イギリス         | 37,665千人 | 3位      |
| エールフランス航空           | フランス         | 30,882千人 | 4位      |
| エミレーツ航空               | アラブ首長国連合 | 30,848千人 | 5位      |
| ブリティッシュ・エアウェイズ | イギリス         | 26,320千人 | 6位      |
| KLMオランダ航空              | オランダ         | 20,787千人 | 7位      |

## 道路

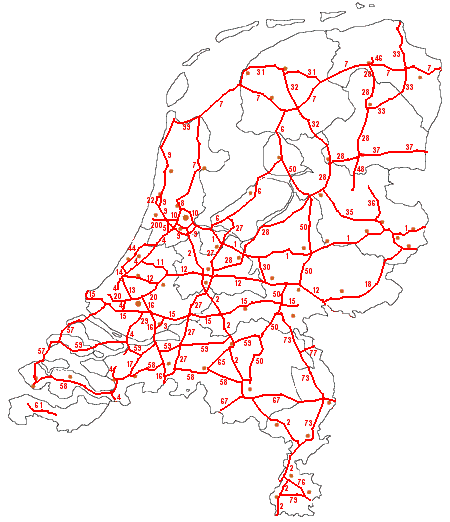
高速道路網

道路の全長は2006年現在、134,981kmである。

### 高速道路
オートスネルウェグ（フラマン語：Autosnelweg）もしくはオートルート（ワロン語：Autoroute）と呼ばれ、全長は2006年現在、2,604kmで、路線数は46路線で、欧州で最大の高速道路密度（57.5 km/1000 km2）を持つ。
最初の建設は1936年であり、デン・ハーグ近郊のヴォールブルグからゾーテルメーア間が開通した（現在のA12の一部）。その後、1960年代から1970年代にかけて急速に整備され現在に至っている。なお、1980年代以降の建設はほとんど行われておらず、1990年代以降ではランドスタット地域でわずか100km程度が整備されたのみである。近年では大都市近郊における渋滞も大きな問題となっている。
エネルギー費節約のため無灯火を実施している箇所があるが、走行に不便なだけでなく実際にはコスト高になっているとの指摘もある。

### 欧州自動車道路
欧州自動車道路（International E-road network）でオランダ国内を通過しているものは現在13路線ある。

### バス
鉄道網が発達しているため、主に地域内交通を担っており、長距離路線はあまり存在しない。鉄道網の切れた地域や、迂回している地域においては長距離路線が設定されている。
渋滞や信号待ち等でダイヤが乱れるのを防ぐ為、専用レーンや専用（優先）信号などが国内各所に設置されており、路面電車（トラム）が運行されている都市においては、その軌道敷や停留所を共用している場合も多い。アムステルダム近郊を走る300,310系統（Zuidtangent路線）では、一般交通を遮断したバス専用道路を走るものもある。

#### 運賃支払いシステム
国内交通料金収受システム (オランダ)により統一されており、同一の非接触ICカード『オーフェイ・チップカールト』（OV-Chipkaart）が乗り継ぎを含めて利用できる（一部の観光路線、シャトルバス、夜間バスやコミュニティバスを除く）。2005年よりアムステルダムおよびロッテルダムから普及が始まり、2009年には全国でカードも購入できるようになるはずであった（詳しくは当該ページ参照）。従来の回数券『ストリッペンカールト』は2010年6月廃止された。

#### 公共交通乗り継ぎ検索サービス
全ての鉄道路線およびバス路線の乗り継ぎ検索は、1992年より交通省と全事業者が共同事業として行っている9292 REISinformatiegroepで行うことが出来るようになっている。

#### 国際バス
ユーロラインズの国際バスがアムステルダムを起点として、または大都市のバスターミナルに停車して各国へ向かう路線が設定されている。

### 自転車
自転車交通が非常に盛んな国であり、自転車道および専用レーン（Fietspad）、専用標識（Fietsbewegwijzering）、専用信号などの道路施設もドイツと並び非常に良く整備されている。また、道路交通規則の適用も厳しく、歩道に併設された専用レーンであっても逆走することは許されず、専用標識・信号を守ることが強く求められる。交差点等で右左折する場合は、手で進行方向を示す行為（ウインカーの代替手法）がかなり普及している。
オランダ鉄道では86箇所の駅でレンタサイクルを行っており、平日の乗客110万人のうち、出発駅まで自転車で来る人の割合は40%、到着駅から自転車に乗る人は10%とのことである。
地下鉄（メトロ）では特別料金を支払うと自転車を乗せることができるサービス（通勤時間帯などは不可）を行っている。

## 鉄道

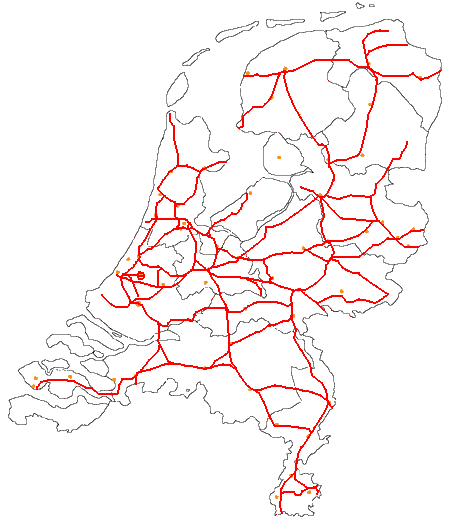
鉄道網

鉄道の総延長は2006年現在、2,797kmであり、そのうち電化区間は2,064kmである。また、全ての路線が標準軌間（線路間隔1.435m）である。
鉄道輸送のほぼ全てを担ってきた旧オランダ国鉄は、上下分離が行われ、2003年にインフラ保有で国営企業のプロレール（ProRail）と、旅客部門はオランダ鉄道やArivaやSyntusなどのいくつかの鉄道会社及び国際輸送を担う現在のオランダ高速鉄道に分割された。また、貨物部門はドイツのレイリオン（Railion）などに売却されている。

### 都市間旅客輸送
国内のほぼ全ての鉄道旅客輸送はオランダ鉄道によって行われている。地方交通の一部でArriva, Syntus, Connexxion, DB Regionalbahn Westfalen, Veolia Transport, Prignitzer Eisenbahnなどが運行している区間もある（オランダ鉄道の不採算路線が、売却されたものを含む）。なお、高速列車はオランダ高速鉄道が運行している。
運行ダイヤはパターンダイヤ（毎時、同一分に出発）を基本として、主要幹線では1時間に8～10本、それ以外の路線でも最低1時間に1～2本の列車が運行されている。列車は停車駅数の少ない順に、Intercity, Sneltrein, Sprinter, Stoptreinである。Stoptreinは通常全ての駅に停車する。
列車の座席グレードは2つのカテゴリに分けられ、価格の高い順に1等車、2等車である。なお、国内路線では座席指定は通常不可能であり、Intercityなどの停車駅数の少ない列車であっても特別料金は徴収しない。

### 国際旅客輸送
アムステルダム中央駅を起点として、近隣諸国との間にいくつかの国際列車が設定されている。Beneluxtreinを除いて、座席指定が可能または必須であり、特別料金も徴収される点が国内路線との違いである。

#### 高速列車
- ICE international ： ドイツのケルン、フランクフルトとの間
- Thalys ： フランスのパリとの間

#### その他の国際列車
- ベルギーのブリュッセルとの間のintercity（Beneluxtrein）
- ドイツのハノーバやベルリンとの間のintercity
- ドイツのミュンヘンやスイスのチューリッヒとの間のCityNightLine（夜行列車）
- ロシアのモスクワ、デンマークのコペンハーゲン、オーストリアのウィーンなどとの間のEuroNight（夜行列車）

- 国境付近の駅同士では、ローカル列車も運行されている

### 都市交通

#### 地下鉄（メトロ）
アムステルダムとロッテルダムの2つの都市圏で地下鉄が運行されている。

#### 路面電車（トラム）
アムステルダム、ロッテルダム、デン・ハーグ、ユトレヒトの4つの都市圏で路面電車が運行されている。なお、ハウテンで運行されていたトラムは2008年12月に廃止された。

#### 近郊列車
ユトレヒトやデン・ハーグと近郊都市のゾーテルメーア間を結ぶ近郊列車が、両都市圏の地下鉄や路面電車を延長する形で運行されている。

#### 運賃支払いシステム
都市交通の運賃支払いは、国内交通料金収受システム (オランダ)により統一されており、同一の非接触ICカード（OV-Chipkaart）および回数券（Strippenkaart）が乗り継ぎを含めて利用できる。非接触ICカードについては、アムステルダムおよびロッテルダムより普及が始まったところであり、全ての運輸事業者で支払いに利用できる訳では無い。
なお、最近になってオランダ鉄道の一部路線（アムステルダム近郊区間）においても、非接触ICカード（OV-Chipkaart）が利用できる区間がある。

### 公共交通乗り継ぎ検索サービス
全ての鉄道路線およびバスの乗り継ぎ検索は、1992年より交通省と全事業者が共同事業として行っている9292 REISinformatiegroepで行う事が出来るようになっている。
また、長距離列車および国際列車の乗り継ぎ検索サービスについては、オランダ鉄道公式サイトだけでなく、各国の鉄道会社のホームページ（例 ドイツ鉄道公式サイト 等）で行うこともできる。

## 水運

### 水路（運河）
50トン以上の船舶が航行できる水路（運河等）の総延長は2006年現在、6,211kmである。

### 港湾
オランダには5箇所の主要商業港湾がある。アムステルダム港、アイムイデン港、ロッテルダム港（ユーロポート）、テルヌーゼン港、フリシゲン港である。

### 商船
2008年現在、商船は622隻（海外船籍のもの203隻、便宜置籍船のもの178隻を含む）がある。

### その他の船
アムステルダムなどの都市部の運河には、住居として係留されている船も相当数存在する。